# Zbyněk Ludvík Gordon
Zbyněk Ludvík Gordon (* 19. února 1961, Jičín) je český básník.

## Život
Vystřídal řadu zaměstnání, např. technik v telefonní ústředně, jezný, redaktor, vydavatel, produktový manažer, vedoucí obchodního úseku, starožitník či obchodní zástupce. Literární tvorbou se začal zabývat v 19 letech, v roce 1986 se seznámil s okruhem mladých katolických autorů, kteří založili Skupinu XXVI. Každoročně pořádá v brandýské Knihovně Eduarda Petišky autorské čtení s názvem Valentýnský poetický večer.
Píše reflexivní lyriku, v poslední době se věnuje i limeriku a psaní písňových textů z oblasti klasické a duchovní hudby. Některé jeho texty zhudebnila pražská skupina Zpětné zrcátko. Od 80. let publikuje časopisecky (Lidová demokracie, Mladý svět, Iniciály, Souvislosti, Tvar aj.) a v různých sbornících, almanaších a literárních revue (např. almanachy Skupiny XXVI, K. H. Mácha, Žleby 97, Přetržená nit, Co si myslí andělíček, Proměny a emoce mnohochuti aj.). Žije v Brandýse nad Labem.

## Dílo
- Ve spárech holubice (Protis, 1995 – 1. vyd.)
- Ve spárech holubice (Protis, 1996 – 2. vyd.)
- Dvář (Krásné nakladatelství, 1997)
- Zrakovina (Protis, 2004)
- Pontifikát empatie (Patrik Šimon / Eminent, 2013)
- Trochu jiné nic (Krásné nakladatelství, 2019